# Robert Pergl
Pas d'image ? Cliquez ici
Robert Pergl, né le 7 décembre 1968 à Prague est un pilote automobile tchèque. Il a notamment participé à deux reprises aux 24 Heures du Mans, en 2006 et en 2007.

## Carrière
En 2005, il s'engage en Le Mans Endurance Series avec l'écurie MenX. Il termine quatrième de la catégorie GT1 lors des 1 000 kilomètres du Nüburgring.
En 2006, au volant de la Ferrari 550 GTS Maranello de Convers MenX Team, il participe aux 24 Heures du Mans pour la première fois de sa carrière,,.
L'année suivante, il participe de nouveau aux 24 Heures du Mans,.